# Старково (платформа)
Старково — остановочный пункт / пассажирская платформа однопутной неэлектрифицированной линии Бельково-Иваново Ярославского региона Северной железной дороги, расположенный в одноименной деревне Красносельского сельского поселения Юрьев-Польского района Владимирской области. Последний остановочной пункт линии Бельково-Иваново на территории Владимирской области, следующий остановочный пункт расположен уже на территории Ивановской области.
Остановочный пункт имеет одну боковую низкую платформу. Турникетов нет. Посадка и высадка пассажиров на (из) поезда пригородного и местного сообщения. Прием и выдача багажа не производятся.

## Дальнее сообщение
Поезда дальнего следования на платформе остановки не имеют.

## Пригородное сообщение
На платформе имеет остановку рельсовый автобус Иваново — Александров (по состоянию на май 2019 года — 1 пара поездов в сутки ежедневно), и рельсовый автобус Юрьев-Польский — Иваново (1 пара поездов в сутки, утром на Иваново, вечером из Иваново). Время движения от станции Александров составляет 2 часа 19 минут, по отдельным летним дням в расписании - 2 часа 54 минут, до Александрова - 2 часа 15 минут; от станции Иваново - от 1 часа 52 минуты до 2 часов 52 минут, до станции Иваново - от 1 часа 53 минут до 2 часов 2 минут (в зависимости от поезда и дня расписания).
- Расписание пригородных поездов. Яндекс.Расписания.